# Tatort: Das Herz der Schlange
Das Herz der Schlange ist ein Fernsehfilm aus der Krimireihe Tatort.  Der vom Saarländischen Rundfunk produzierte Beitrag ist die 1187. Tatort-Episode und wurde am 23. Januar 2022 im SRF, im ORF und im Ersten ausgestrahlt. Das Saarbrücker Ermittlerduo Schürk und Hölzer ermittelt seinen dritten Fall.

## Handlung
Hauptkommissar Leo Hölzer und Hauptkommissarin Pia Heinrich finden in einer sehr luxuriösen Wohngegend die Leiche von Cora Reuters sowie einen offenen Tresor in einer der Villen vor. Einige Monate zuvor war bei ihr schon einmal eingebrochen worden.
Zur selben Zeit wird Hauptkommissar Adam Schürk von seinem verhassten Vater unter einem Vorwand zu sich gerufen. Dieser teilt ihm seine Krebserkrankung mit, die sich bereits im Endstadium befinde. In einem ausgeklügelten Plan lähmt er seinen Sohn mit dem Gift eines südamerikanischen Frosches und begeht mit Adams Waffe Selbstmord, sodass letztendlich Adam Schürk des Mordes beschuldigt und inhaftiert wird.
Im Gefängnis wird Schürk von einem Freund seines Vaters, den er als Kind 'Onkel' genannt hatte, zunächst freundlich angesprochen und dann bedroht und verletzt. Es stellt sich heraus, dass Adams Vater und dieser Freund Banken ausgeraubt haben, und man nun hofft, durch Adam an das Geld zu kommen. Um ihn zu quälen, hatte der Vater zu Adam gesagt, er wisse, wo das Geld ist, aber er wisse nicht, dass er es weiß.
Die Tresor-Überfälle scheinen von dem Rechtsanwalt Jens Modall auszugehen, der Ex-Häftlinge einsetzt, um zunächst heimlich Kameras zu installieren und danach die Tresore auszurauben. Mithilfe eines ehemaligen Mittäters kann die Überwachungszentrale des kriminellen Rechtsanwalts gefunden werden, und Adam Schürk wird wieder in die Freiheit entlassen, da ein USB-Stick mit Aufnahmen gefunden wurde, die seine Aussagen bestätigen und den Selbstmord seines Vaters belegen.
Am Ende findet Adam das versteckte Geld.
In diesem Film wird die Freundschaft Leos und Adams, die sich schon seit der Kindheit kennen, auf eine harte Probe gestellt. Die Frage, wem man trauen kann und wem nicht, zieht sich durch die ganze Geschichte. Leos und Adams Selbstverständnis als Polizisten wird hinterfragt.

## Hintergrund
Der Film wurde vom 27. Mai 2021 bis zum 25. Juni 2021 in Saarbrücken gedreht.

## Rezeption

### Kritiken
Christian Buß schrieb im Spiegel: „Es gibt in ‚Das Herz der Schlange‘ […] zwar etliche einzelne dramaturgische Schwächen; so sind die Kolleginnen […] trotz größerer Präsenz weiterhin nur Stichwortgeberinnen für die männlichen Hauptfiguren, und der Nebenerzählstrang eines Einbrechernetzwerks wirkt konstruiert. Das Familiendrama aber wird mit langem, kaltem, alttestamentarischem Atem ausgebreitet.“

### Einschaltquoten
Die Erstausstrahlung von Das Herz der Schlange am 23. Januar 2022 wurde in Deutschland von 9,15 Millionen Zuschauern gesehen und erreichte einen Marktanteil von 27,1 % für Das Erste. In der als Hauptzielgruppe für Fernsehwerbung deklarierten Altersgruppe von 14–49 Jahren erreichte der Tatort 2,15 Millionen Zuschauer und damit einen Marktanteil von 24,4 Prozent in dieser Altersgruppe.